# クスノキシリーズ
『クスノキシリーズ』は、東野圭吾による日本の小説で、クスノキの番人である直井玲斗を主人公とする長編小説のシリーズの総称。

## 概要
願いを叶えるといわれるクスノキの番人を託された青年と、そのクスノキに祈りに訪れる人々との交流を描いたエンターテイメント小説。

初出は書き下ろし長編の『クスノキの番人』（実業之日本社）で、伯母の柳澤千舟からクスノキの番人を託された直井玲斗がクスノキにまつわる謎と人々の想いが交錯するなか、クスノキがもつ本当の力によって、思いもよらぬ真実へと導びかれていく様子が描かれる。シリーズ2作目『クスノキの女神』からは玲斗がクスノキに関わる人々の悩みや困難な状況を汲み取り、クスノキの力で人々を救い導いていく様子が描かれる。
『クスノキの女神』の作中で悩みを抱えた少年と少女が共同で絵本を創作するが、「子どもたちに、読書の喜びや楽しみを知るきっかけとなる作品を届けたい」という著者・東野の思いにより、2025年に『少年とクスノキ』として、実在の絵本が刊行された。
2026年に第1作を原作とするアニメ映画が公開予定。

## 登場人物

### 主要人物
直井 玲斗（なおい れいと）
本作の主人公。伯母の千舟から月郷神社にあるクスノキの番人を託された青年。
生い立ち
銀座でホステスをしていた母・美千恵の私生児として誕生する。実業家だった実父からの養育費が途絶えた後、ホステスの仕事で昼夜逆転の生活をする母とすれ違いの生活を送りながら幼少期を過ごすが、8歳のころ母を乳がんで失い、以降、高校卒業まで祖母・富美に育てられる。
高校卒業後、祖母に迷惑をかけまいと食品製造会社に就職するが異物混入の犯人の濡れ衣を着せられ孤立し、高校時代の同級生に誘われてクラブの黒服に転職するもホステスと関係を持ち解雇される。その後リサイクル企業で働くが、客に売り物の機械に欠陥があると教えたことで解雇され、その理不尽さから退職金代わりに高額機器を盗もうとして失敗し逮捕される。実刑を覚悟していたが、弁護士の岩本に救われ、伯母（母の異母姉）である千舟と出会い、弁護士費用や示談金の建て替えの代償に月郷神社のクスノキの番人を継ぐよう告げられる。
クスノキの番人として
若くして三度も仕事を辞め、盗みまで働くほど行き場を失い、コイントスで行動を決めるなど自分の考えで将来のことを考えず生きてきたが、伯母の千舟からクスノキの番人を任されたことを機に、人の想いに向き合い、責任感を持つようになる。当初は意味も分からず見習いとして番人の役目を始めたものの、満月や新月の夜に集まる祈念者たちとの関わりを通して祈念の仕組みとその秘密を理解し、祈念者の苦しみや事情を知ることで、ただの管理人からクスノキの力を借りて人々の問題解決を支える存在へと成長していく。
柳澤 千舟（やなぎさわ ちふね）
玲斗の伯母（玲斗の母・美千恵の異母姉）。柳澤家の当主で先代のクスノキの番人。60代。ヤナッツ・コーポレーション顧問→退任。
生い立ち
柳澤家の当主である柳澤彦次郎の孫娘として、彦次郎の長女・恒子と婿養子の宗一（玲斗の祖父）との間に生まれる。12歳のころ母の恒子を心臓病で亡くすと、祖父・祖母と父・宗一と母屋で一緒に生活するようになる。しかし千舟が18歳の高校生の時に宗一が柳澤家の籍を抜け元教え子の富美と再婚することになり、その際に父にはついていかず柳澤家に留まっている。その後、大学に入学した年の夏休み中に祖父・彦次郎をくも膜下出血で失う。そんな中、宗一と富美の間に異母妹となる美千恵（玲斗の母）が生まれるが直井家とは極力関わりを持たず、一族が経営するヤナッツ・コーポレーションで会社経営に尽力し発展に貢献する。
柳澤家の当主・ヤナッツの経営者として
有名大学の法学部を卒業すると柳澤グループの経営する不動産会社に就職し、マンション事業に手腕を発揮する。そして1980年代にはホテル事業に乗り出し、箱根の「ホテル柳澤」でゴルフ場予約を確保した接待用の宿泊プランを企業に売り込み莫大な利益を稼ぎ出し、既存ホテルの買収を進めグループ化し女帝と呼ばれるまでになる。その間も柳澤家の当主として月郷神社のクスノキの番人を祖母の靖代とともに勤めていたが、30半ばのころに靖代を老衰で亡くすと、以降はひとりクスノキの番人を務めることになる。仕事とクスノキの番人のスケジュールを調整し、どうしても無理な場合は祈念の予約を断るなどしていたが、あるころから物忘れが多くなり、病院で受診したところMCI（軽度認知障害）と診断される。それ以降は周囲にその事実を伏せ、常に黄色い手帳を持ち歩いて大事な出来事などをメモし、場合によってはボイスレコーダーを内蔵したペンを使って会話を録音し、記憶の欠落をカバーするようになる。

### 柳澤家
柳澤 恒子（やなぎさわ つねこ）
千舟の母。柳澤家の長女。宗一（玲斗の祖父）と結婚し、跡取りが欲しいため彼を婿養子に迎え入れる。
千舟が12歳の時、心臓病で亡くなる。
柳澤 彦次郎（やなぎさわ ひこじろう）
千舟の祖父。月郷神社付近一帯の大地主で林業を営んでいたが、弟たちと建築業や不動産業へと事業を展開させる。
妻・靖代との間に恒子ともう一人娘をもうけるが当主となる息子には恵まれず、千舟が大学生に入学した年の夏休み中にくも膜下出血で急死する。
柳澤 靖代（やなぎさわ やすよ）
千舟の祖母。千舟が30半ばのとき、老衰で亡くなる。先々代のクスノキの番人。
柳澤 将和（やなぎさわ まさかず）
ヤナッツ・コーポレーション代表取締役。勝重の兄。千舟のハトコ（将和の父が千舟の母・恒子のいとこ）。
シティホテル業界への本格参入に貢献し、成功へ導いた功労者といわれている。
柳澤 勝重（やなぎさわ かつしげ）
ヤナッツ・コーポレーション専務取締役。千舟のハトコ。

### 直井家
直井 美千恵（なおい みちえ）
玲斗の母親。銀座でホステスをしていたころ妻子持ちの実業家との不倫で玲斗を妊娠・出産するが、玲斗が8歳の時に乳がんで亡くなる。
不倫相手の実業家は玲斗を認知しないかわりに金銭面の面倒をみてくれたが、玲斗が3歳のころに事業に失敗し行方不明となり養育費の支払いが途絶える。
乳がんで乳房を切除するとホステスの仕事が続けられなくなり生活が立ち行かなくなることを危惧し、手術を躊躇していた節がある。
直井 富美（なおい ふみ）
玲斗の祖母（美千恵の母）。娘の美千恵が亡くなったあと、高校卒業まで玲斗の面倒見た。27歳のころ、22歳年上の宗一と結婚している。
柳澤家の親戚が不祥事を起こした場合、当主である千舟に知らせるルールや助けを求めるため玲斗の逮捕を千舟に連絡する。
直井 宗一 / 柳澤宗一（なおい そういち / やなぎさわ そういち）
玲斗の祖父。千舟、美千恵の実父。故人。都心の高校で教師をしていた。
柳澤恒子の婿養子としてと結婚し千舟を授かるが、恒子の病死により死別する。
その後、柳澤家を出て直井の姓に戻し教え子だった富美と再婚、美千恵を授かる。

### 周辺人物
岩本 義則（いわもと よしのり）
弁護士。千舟の学生時代の友人。第1作では千舟に雇われ窃盗容疑で逮捕・拘留された玲斗の釈放に動き、第2作では強盗事件の容疑者の弁護を引き受ける。
大場 壮貴（おおば そうき）
和菓子メーカー「たくみや本舗」の跡取り息子。第1作ではクスノキの受念者として登場するが、実は預念者である父親と血縁がないことから受念が叶わなかった。
第2作では父の遺言の意図を汲み取り、和菓子の作り方のイロハを修業する傍ら、営業と販売の見習いを行う。

## 柳澤家-直井家・家系図
|  |  |            |            |            |            |            |            |  |  |                           |                         |                         |                         |                         |                         |  |  |                           |                       |                       |                       |                       |                       |  |  |                         |                         |                         |                         |                         |                         |
|  |  |            |            |            |            |            |            |  |  |                           |                         |                         |                         |                         |                         |  |  | 不倫相手 妻子持ちの実業家 |                       |                       |                       |                       |                       |  |  |                         |                         |                         |                         |                         |                         |
|  |  |            |            |            |            |            |            |  |  | 直井富美 宗一の元教え子   | 直井富美 宗一の元教え子 | 直井富美 宗一の元教え子 | 直井富美 宗一の元教え子 | 直井富美 宗一の元教え子 | 直井富美 宗一の元教え子 |  |  |                           |                       |                       |                       |                       |                       |  |  | 直井玲斗 クスノキの番人 | 直井玲斗 クスノキの番人 | 直井玲斗 クスノキの番人 | 直井玲斗 クスノキの番人 | 直井玲斗 クスノキの番人 | 直井玲斗 クスノキの番人 |
|  |  |            |            |            |            |            |            |  |  | 直井富美 宗一の元教え子   | 直井富美 宗一の元教え子 | 直井富美 宗一の元教え子 | 直井富美 宗一の元教え子 | 直井富美 宗一の元教え子 | 直井富美 宗一の元教え子 |  |  |                           |                       |                       |                       |                       |                       |  |  | 直井玲斗 クスノキの番人 | 直井玲斗 クスノキの番人 | 直井玲斗 クスノキの番人 | 直井玲斗 クスノキの番人 | 直井玲斗 クスノキの番人 | 直井玲斗 クスノキの番人 |
|  |  |            |            |            |            |            |            |  |  |                           |                         |                         |                         |                         |                         |  |  | 直井美千恵 銀座のホステス |                       |                       |                       |                       |                       |  |  |                         |                         |                         |                         |                         |                         |
|  |  |            |            |            |            |            |            |  |  |                           |                         |                         |                         |                         |                         |  |  |                           |                       |                       |                       |                       |                       |  |  |                         |                         |                         |                         |                         |                         |
|  |  |            |            |            |            |            |            |  |  | 直井（柳澤）宗一 高校教師 |                         |                         |                         |                         |                         |  |  |                           |                       |                       |                       |                       |                       |  |  |                         |                         |                         |                         |                         |                         |
|  |  |            |            |            |            |            |            |  |  |                           |                         |                         |                         |                         |                         |  |  | 柳澤千舟 柳澤家 当主      |                       |                       |                       |                       |                       |  |  |                         |                         |                         |                         |                         |                         |
|  |  |            |            |            |            |            |            |  |  |                           |                         |                         |                         |                         |                         |  |  |                           |                       |                       |                       |                       |                       |  |  |                         |                         |                         |                         |                         |                         |
|  |  | 柳澤靖代   | 柳澤靖代   | 柳澤靖代   | 柳澤靖代   | 柳澤靖代   | 柳澤靖代   |  |  | 柳澤恒子 （長女）         | 柳澤恒子 （長女）       | 柳澤恒子 （長女）       | 柳澤恒子 （長女）       | 柳澤恒子 （長女）       | 柳澤恒子 （長女）       |  |  |                           |                       |                       |                       |                       |                       |  |  |                         |                         |                         |                         |                         |                         |
|  |  | 柳澤靖代   | 柳澤靖代   | 柳澤靖代   | 柳澤靖代   | 柳澤靖代   | 柳澤靖代   |  |  | 柳澤恒子 （長女）         | 柳澤恒子 （長女）       | 柳澤恒子 （長女）       | 柳澤恒子 （長女）       | 柳澤恒子 （長女）       | 柳澤恒子 （長女）       |  |  |                           |                       |                       |                       |                       |                       |  |  |                         |                         |                         |                         |                         |                         |
|  |  |            |            |            |            |            |            |  |  |                           |                         |                         |                         |                         |                         |  |  |                           |                       |                       |                       |                       |                       |  |  |                         |                         |                         |                         |                         |                         |
|  |  |            |            |            |            |            |            |  |  |                           |                         |                         |                         |                         |                         |  |  |                           |                       |                       |                       |                       |                       |  |  |                         |                         |                         |                         |                         |                         |
|  |  | 柳澤彦次郎 | 柳澤彦次郎 | 柳澤彦次郎 | 柳澤彦次郎 | 柳澤彦次郎 | 柳澤彦次郎 |  |  | 恒子の妹 （次女）         | 恒子の妹 （次女）       | 恒子の妹 （次女）       | 恒子の妹 （次女）       | 恒子の妹 （次女）       | 恒子の妹 （次女）       |  |  | 柳澤将和 ヤナッツ代表     | 柳澤将和 ヤナッツ代表 | 柳澤将和 ヤナッツ代表 | 柳澤将和 ヤナッツ代表 | 柳澤将和 ヤナッツ代表 | 柳澤将和 ヤナッツ代表 |  |  |                         |                         |                         |                         |                         |                         |
|  |  | 柳澤彦次郎 | 柳澤彦次郎 | 柳澤彦次郎 | 柳澤彦次郎 | 柳澤彦次郎 | 柳澤彦次郎 |  |  | 恒子の妹 （次女）         | 恒子の妹 （次女）       | 恒子の妹 （次女）       | 恒子の妹 （次女）       | 恒子の妹 （次女）       | 恒子の妹 （次女）       |  |  | 柳澤将和 ヤナッツ代表     | 柳澤将和 ヤナッツ代表 | 柳澤将和 ヤナッツ代表 | 柳澤将和 ヤナッツ代表 | 柳澤将和 ヤナッツ代表 | 柳澤将和 ヤナッツ代表 |  |  |                         |                         |                         |                         |                         |                         |
|  |  |            |            |            |            |            |            |  |  |                           |                         |                         |                         |                         |                         |  |  |                           |                       |                       |                       |                       |                       |  |  |                         |                         |                         |                         |                         |                         |
|  |  | 彦次郎の弟 | 彦次郎の弟 | 彦次郎の弟 | 彦次郎の弟 | 彦次郎の弟 | 彦次郎の弟 |  |  | 恒子の従弟                | 恒子の従弟              | 恒子の従弟              | 恒子の従弟              | 恒子の従弟              | 恒子の従弟              |  |  | 柳澤勝重 ヤナッツ専務     | 柳澤勝重 ヤナッツ専務 | 柳澤勝重 ヤナッツ専務 | 柳澤勝重 ヤナッツ専務 | 柳澤勝重 ヤナッツ専務 | 柳澤勝重 ヤナッツ専務 |  |  |                         |                         |                         |                         |                         |                         |
|  |  | 彦次郎の弟 | 彦次郎の弟 | 彦次郎の弟 | 彦次郎の弟 | 彦次郎の弟 | 彦次郎の弟 |  |  | 恒子の従弟                | 恒子の従弟              | 恒子の従弟              | 恒子の従弟              | 恒子の従弟              | 恒子の従弟              |  |  | 柳澤勝重 ヤナッツ専務     | 柳澤勝重 ヤナッツ専務 | 柳澤勝重 ヤナッツ専務 | 柳澤勝重 ヤナッツ専務 | 柳澤勝重 ヤナッツ専務 | 柳澤勝重 ヤナッツ専務 |  |  |                         |                         |                         |                         |                         |                         |
|  |  |            |            |            |            |            |            |  |  |                           |                         |                         |                         |                         |                         |  |  |                           |                       |                       |                       |                       |                       |  |  |                         |                         |                         |                         |                         |                         |

## 用語
クスノキ
月郷神社の敷地内にある幹に大人が入れるほどの巨大な空洞が空いた高さ10メートル以上、直径5メートルはあろうかと思われる大樹。
クスノキに願掛けをすればやがて叶うという言い伝えがインターネットの普及に伴い地元民以外にも知れ渡り、パワースポット化し休日の訪問者が増えている。
月郷神社（つきさとじんじゃ）
東京から1時間近く電車に揺られ、到着した駅からバスに乗り換えて10分かかる停留所からさらにハイキングコースと呼べる程度の勾配を登った場所にある神社。
神社の由来は不明で常駐の宮司はおらず、神事も特に行われていない。また、神殿はあるが形だけで賽銭箱もなく、護符や御朱印、おみくじも扱われていない。
柳澤家の敷地にあることから柳澤家が代々管理しており、社務所という建前でクスノキを管理する人が詰めるための管理室が置かれている。
祈念（きねん）
クスノキへの祈りの儀式。昼間は誰でも自由にお祈りできるが夜は予約制となっており、祈念中は祈念者以外クスノキに近づくことが禁じられている。
祈念者は幹の巨大な空洞の中にある一部が人の手によって抉られた幅50センチほどの棚に置かれた蝋台に蝋燭を立て、火を灯し祈念する。
祈念に用いられる蝋燭は柳澤家の当主にのみ代々伝わる秘伝の成分で作られており、火を灯すと樟脳の香りが漂う。
蝋燭には1時間用と2時間用があり、夜の10時ごろから祈念が行われる。
クスノキの番人は祈念の内容に関与してはいけない。
念に乱れが生じるので祈念の最中に血縁者がクスノキの中に入ったり、近づくことが禁じられている。
祈念希望者はリスト管理されており、そのリストは柳澤家の地下にある隠し部屋で保管されている。リストで確認できる最古の記録は150年前のもの。
預念（よねん）　
クスノキに念（人の思い、考え）を預ける祈念。預念する人のことを預念者（よねんしゃ）と呼ぶ。新月の夜に預念の力が一番強くなる。　
預念では受念者に伝えたい念以外にも、預念者のすべての思いや考えまでもクスノキに預けられてしまう。
クスノキに預けた念は半永久的に残るが例外が2つあり、預念者が同じ場合、最新の念に上書きされ、預念者と受念者が同じ場合、その念はクスノキから完全に消去される。
受念（じゅねん）
クスノキに預けられた念を受け取る祈念。受念する人のことを受念者（じゅねんしゃ）と呼ぶ。満月の夜に受念の力が一番強くなる。
受念ができるのは預念者の三親等以内の血縁者のみとされており、四親等だとぎりぎり受念できるが五親等までの遠縁では受念は難しい。
預念者を頭に思い浮かべることで受念が行われるが、血縁者であっても預念者との関係が希薄だった場合は念が伝わらないことがある。
ヤナッツ・コーポレーション
柳澤家が一族経営するグループ企業。ホテル事業、建築業、不動産業などのグループで形成されている。
千夜の祖父・彦次郎とその弟たちが営む林業が原点で、建築業、不動産業を展開しグループの礎を築き、その後当主となった千舟が就職したグループの不動産会社でマンション事業に手腕を発揮、1980年代にはホテル事業に乗り出し、買収した既存ホテルをグループ化して成功を収める。
千舟が顧問に退いた後は、千舟のハトコである将和が代表としてホテル事業をけん引し、シティホテル業界に本格参入し、こちらでも成功を収めている。

## シリーズ一覧

### 『クスノキの番人』
シリーズ第1作。書き下ろし長編。単行本発売に際して、実写のプロモーションビデオがYouTubeで公開されている。
- 単行本：2020年3月17日発売[2]、実業之日本社、ISBN 978-4-408-53756-6
- 文庫本：2023年4月07日発売[6]、実業之日本社文庫、ISBN 978-4-408-55803-5

### 『クスノキの女神』
シリーズ第2作。『The forward』（実業之日本社）に掲載された連作短編をもとに加筆し、長編としてまとめられている。
- 単行本：2024年5月23日発売[3]、実業之日本社、ISBN 978-4-408-53856-3

| タイトル                      | 初出                                    |
| ----------------------------- | --------------------------------------- |
| おーい、クスノキ 前編         | 『The forward』 vol.1（2021年11月）[7]  |
| おーい、クスノキ 後編         | 『The forward』 vol.2（2022年02月）[8]  |
| 今日の僕から明日の僕へ        | 『The forward』 vol.3（2022年05月）[9]  |
| 今日の僕から明日の僕へ 第二回 | 『The forward』 vol.4（2022年08月）[10] |
| 今日の僕から明日の僕へ 第三回 | 『The forward』 vol.5（2022年11月）[11] |
| 今日の僕から明日の僕へ 第四回 | 『The forward』 vol.6（2023年02月）[12] |

## アニメ映画
第1作『クスノキの番人』を原作に2026年に公開予定。

## 絵本
第2作『クスノキの女神』の作中で悩みを抱える少年と少女が一緒に作り上げた絵本「クスノキと少年」を架空のままにしておくには惜しいと考えた東野により、実在の絵本として刊行された。イラストはよしだるみが担当している。小学校から中学年を対象にすべての漢字にルビが振られている。

### 書誌情報（絵本）
- 少年とクスノキ（実業之日本社、文：東野圭吾、絵：よしだるみ）
  - 2025年5月1日発売[1]、ISBN 978-4-408-53878-5